# Мороз, Регина Викторовна
Реги́на Ви́кторовна Моро́з (род. 14 января 1987, Воронеж) — российская волейболистка. Центральная блокирующая. Мастер спорта России (2011). 5-кратная чемпионка России.

## Биография
Начала заниматься волейболом в Воронеже в ДЮСШ № 4. Первый тренер — С. В. Мирошниченко. Выступала за команды:
- 2002—2003 — СВС (Воронеж);
- 2003—2005 — «Университет» (Белгород);
- 2005—2009 — «Стинол»/«Индезит» (Липецк);
- 2009—2014 — «Динамо-Казань» (Казань);
- 2014—2016 — «Динамо» (Москва);
- 2016—2017 — «Сахалин» (Южно-Сахалинск);
- 2018—2019 — «Спарта» (Нижний Новгород).

По итогам сезона 2008 года стала лучшей блокирующей по абсолютному показателю результативности среди всех волейболисток суперлиги чемпионата России. В том же году Регина Мороз липецкими журналистами признана лучшей волейболисткой сезона в составе «Стинола».
30 ноября 2017 года объявила о завершении спортивной карьеры. В 2018 году вернулась и один сезон отыграла за нижегородскую «Спарту». В 2021 году назначена главным тренером команды «Спарта»-2, выступающей в Молодёжной лиге чемпионата России.

### Достижения
- 5-кратная чемпионка России — 2011, 2012, 2013, 2014 («Динамо-Казань»), 2016 («Динамо» Москва);
  - серебряный призёр чемпионата России 2015 («Динамо» Москва);
- двукратный победитель розыгрыша Кубка России — 2010, 2012 («Динамо-Казань»);
  - двукратный серебряный призёр Кубка России — 2011, 2013 («Динамо-Казань»);
  - бронзовый призёр Кубка России 2014 («Динамо» Москва);
- победитель Лиги чемпионов 2014 («Динамо-Казань»);
  - бронзовый призёр Лиги чемпионов 2012 («Динамо-Казань»);
- победитель клубного чемпионата мира 2014 («Динамо-Казань»).

Лучшая блокирующая «Финала четырёх» Кубка России 2010. Вошла в символическую сборную чемпионата мира среди клубных команд 2014.
28 июня 2014 на гала-вечере ЕКВ названа самой зрелищной волейболисткой сезона 2013/2014.
В августе 2011 года была капитаном студенческой сборной России, занявшей третье место на XXVI летней Универсиаде в китайском Шэньчжэне.
В 2014 году дебютировала в национальной сборной России в официальных соревнованиях, приняв в её составе участие в чемпионате мира.